# Slaterocoris basicornis
Slaterocoris basicornis är en insektsart som beskrevs av Knight 1970. Slaterocoris basicornis ingår i släktet Slaterocoris och familjen ängsskinnbaggar. Inga underarter finns listade i Catalogue of Life.